# Martin Eden
artin Eden er en amerikansk stumfilm fra 1914 af Hobart Bosworth.

## Medvirkende
- Lawrence Peyton som Martin Eden.
- Viola Barry som Ruth Morse.
- Herbert Rawlinson som Arthur Morse.
- Rhea Haines som Lizzie Connolly.
- Ann Ivers som Maria Silva.